# Ditrichum subcapillaceum
Ditrichum subcapillaceum là một loài rêu trong họ Ditrichaceae. Loài này được Müll. Hal. Watts & Whitel. mô tả khoa học đầu tiên năm 1902.